# 博尔德 (蒙大拿州)
博尔德（英語：Boulder），是美国西北部蒙大拿州的一座城镇。根据2010年美国人口普查，该城镇的人口为1,183人，在蒙大拿州排行第50。使用北美山区时区（UTC-7，夏季为UTC-6）作为标准时间。